# Monstruo lacustre

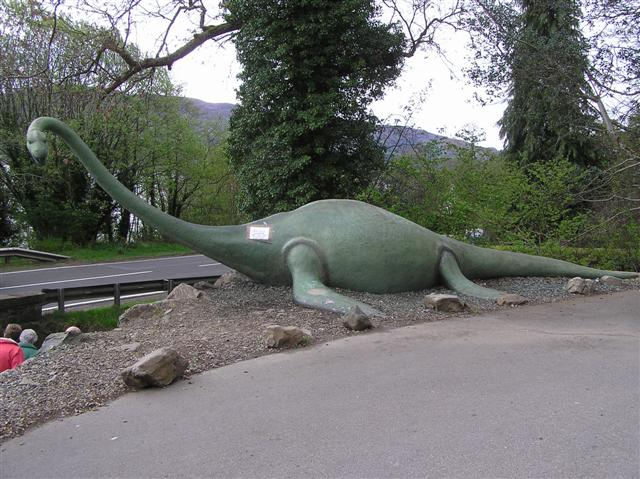
Estatua de Nessie

Un monstruo de lago es un criptído de agua dulce que aparece en la mitología o folclore local, pero cuya existencia actualmente carece de evidencia física clara. Un ejemplo muy bien conocido es el Monstruo del lago Ness. Las representaciones de los monstruos de lago son a menudo similares a algunos monstruos marinos.  Son principalmente el tema de investigaciones por seguidores del estudio de la criptozoología y folclore.

## Explicaciones
Muchos escépticos consideran que los monstruos de lago son puramente exageraciones o malinterpretaciones de fenómenos sabidos y naturales, o más fabricaciones y farsas.  La mayoría de monstruos de lago no han dejado ninguna evidencia de su existencia fuera de los alegados avistamientos y fotografías polémicas, y una gran parte se creen inexistentes para los zoólogos convencionales y otros científicos. Identificaciones erróneas de focas, nutrias, ciervos, aves acuáticas, peces grandes como esturiones gigantes o siluros, troncos, espejismos, seiches, distorsiones de luz, estelas de barcos, o los patrones ondulatorios inusuales tienen todo a ser propuestos para explicar informes concretos. Los sociólogos añaden que las descripciones de estas criaturas varían con el tiempo y las culturas locales, siguiendo el patrón de creencias folclóricas y no lo que se esperaría de encuentros con animales reales.

Petroglifo aborigen dicho a menudo ser originario del Lago Okanagan, hogar del monstruo Ogopogo, pero en realidad perteneciente al lago Sproat en Vancouver

Acotado por el autor y  naturalista sueco  Bengt Sjögren (1980), los monstruos de lago de la actualidad son variaciones de leyendas antiguas de kelpies. Sjögren afirma que las historias de monstruos de lago han cambiado durante la historia. Reportes más viejos a menudo hablan sobre criaturas parecidas a caballos, pero los reportes más modernos a menudo son de criaturas  reptilianas y con aspecto de dinosaurio, y Sjögren concluye que los legendarios kelpies evolucionaron en los modernos monstruos con aspecto sauriano desde el descubrimiento de dinosaurios y reptiles acuáticos gigantes y su popularización en los ensayos  científicos y en la cultura.
Otras teorías han sido presentadas por creyentes, incluyendo una especie desconocida de anguilas de agua dulce gigantes o de reptiles acuáticos prehistóricos supervivientes, como el plesiosauro. La única teoría que soporta los avistamientos de monstruos es una especie de anfibio que generalmente se queda en etapa juvenil toda su vida como el axolotl.  El criptozoologo Bernard Heuvelmans mantuvo durante su vida que el monstruo tipo plesiosauro era de hecho una especie desconocida de foca de cuello largo, el cual también acuña para los avistamientos de serpientes marinas.
En muchas de estas áreas, especialmente alrededor del Lago Ness, Lago Champlain y el Valle Okanagan, estos monstruos de lago se han convertido en atracciones turísticas importantes.

## Ubicaciones de monstruo de lago y nombres
Monstruos de lagos conocidos:
- Nessie, en el Lago Ness, Escocia.
- Gusano de Lagarfljót, en Lagarfljót, Islandia.
- Ogopogo, en el Lago Okanagan, Canadá.
- Lariosauro, en Lago de Como, Italia.
- Champ, en Lago Champlain, Canadá y EE. UU.
- Memphre, en Lago Memphremagog, Canadá y EE. UU.
- Nahuelito, en el Lago Nahuel Huapi, Argentina.
- Van Gölü Canavarı o Monstruo del  Lago de Van, en Lago de Van, Turquía.
- Morag, en Lago Morar, Escocia.
- Issie; Lago Ikeda, Japón
- Monstruo del Lago Tianchi; Lago del Cielo, China
- Monstruo del Lago de Bañolas; Lago de Bañolas, España
- Cabralito; Embalse Cabra Corral, Argentina
- Monstruo de la laguna de tota (Diabloballena), en Laguna de tota, Colombia
- Anguila peluda, habitaba un charco de la Punta de Anaga (Tenerife, España)